# Mando de Artillería de Campaña del Ejército de Tierra de España

Escudo del Mando de Artillería Campaña.

El Mando de Artillería de Campaña (MACA) es un conjunto de unidades, de artillería de campaña y de costa del Ejército de Tierra de España, puestas bajo un mando único y constituidas, adiestradas y equipadas para ser empleadas en refuerzo de la artillería de campaña de las unidades que se determinen o en el marco de una organización operativa y en el control y defensa de costas, de acuerdo con la doctrina específica terrestre. Este mando dispone de capacidad para la conducción de actividades derivadas de las misiones específicas que con carácter permanente se le pudiesen asignar en el control y defensa de costas. El Mando se articula en un cuartel general y un conjunto de unidades de artillería de campaña y de costa.
Forman parte del MACA:
- Cuartel General en San Andrés del Rabanedo (León)
- Regimiento de Artillería de Costa n.º 4 en San Fernando (Cádiz) y Tarifa (Cádiz)
- Regimiento de Artillería de Campaña n.º 11 en Castrillo del Val (Burgos):
  - Grupo de Artillería de Campaña I/11 en Castrillo del Val (Burgos)
  - Grupo de Artillería de Campaña II/11 en San Andrés del Rabanedo (León)
- Regimiento de Artillería Lanzacohetes de Campaña n.º 63 en Astorga (León): 
  - Grupo de Artillería Lanzacohetes de Campaña I/63 en Astorga (León)
  - Grupo de Artillería, Información y Localización de Objetivos II/63 en San Andrés del Rabanedo (León)

El 1 de enero de 2010 quedó disuelto el Mando de Artillería de Costa (MACTA) que estuvo localizado en el Acuartelamiento El Bujeo, Tarifa (Cádiz).
Desde septiembre de 2020, fruto de una reorganización del Ejército de Tierra, se encuadra en el nuevo Mando de Apoyo a la Maniobra, perteneciente a la Fuerza Terrestre y que encuadra unidades de apoyo como ésta, el Mando de Ingenieros, Transmisiones o Artillería Antiaérea, entre otras.